# Wassili Pawlowitsch Solowjow-Sedoi

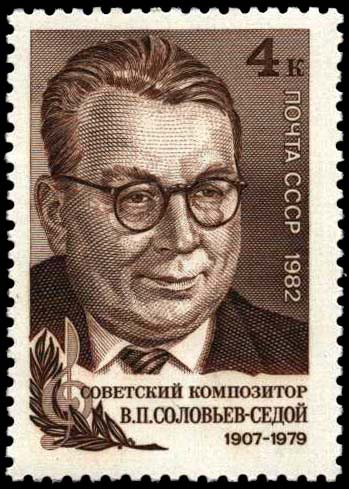
Sowjetische Sondermarke zum 75. Geburtstag von Solowjow-Sedoi (1982)

Wassili Pawlowitsch Solowjow-Sedoi (russisch Василий Павлович Соловьёв-Седой, wiss. Transliteration Vasilij Pavlovič Solov'ëv-Sedoj; * 12.jul. / 25. April 1907greg. in Sankt Petersburg; † 2. Dezember 1979 ebenda (Leningrad)) war ein sowjetischer Komponist. Sein Œuvre umfasst sowohl klassische Kompositionen als auch Estrada-Titel.

## Leben
Solowjow-Sedoi war bis 1936 Schüler des Leningrader Konservatoriums und schrieb viele Lieder, manche von ihnen gelten als sowjetische Klassiker. Sein wohl bekanntestes Stück ist Moskauer Nächte (Podomoskownyje wetschera). Solowjow-Sedoi erhielt im Laufe seiner Karriere unter anderem zweimal den Stalinpreis sowie den Titel Volkskünstler der UdSSR und 1959 den Leninpreis. 1997 wurde der Asteroid (5078) Solovjev-Sedoj nach ihm benannt. Sein Lied W put von 1954 wird noch heute bei militärischen Anlässen verwendet.
Die Lieder von Solowjow-Sedoi wurden von den führenden Künstlern der sowjetischen Popmusik Mark Bernes, Georg Ots, Edita Pjecha, Leonid Utjossow, Eduard Chil, Klawdija Schulschenko und vielen anderen sowie auch vom Alexandrow-Ensemble gesungen.